# Marie-Sophie Lacarrau
Marie-Sophie Lacarrau   (Vilafranca de Roergue, 20 de setembre de 1975) és una periodista i presentadora de televisió francesa.

## Biografia

### Infància i estudis
Nascuda a Avairon, Marie-Sophie Lacarrau va créixer a prop de Perpinyà. Després del batxillerat es va incorporar a un curs preparatori literàri al Lycée Pierre-de-Fermat de Tolosa el 1995, abans d'obtenir una llicenciatura de lletres modernes a la Universitat del Miralh.

### Carrera professional

#### Inicis a la premsa i a les sucursals regionals de France 3
El 1996 va fer pràctiques als diaris Midi libre i Le Villefranchois, i després als canals de televisió LCI i M61.
El 2000, Marie-Sophie Lacarrau va obtenir el seu primer contracte laboral amb la redacció de France 3 Quercy-Rouergue, i després es va unir a France 3 Midi-Pyrénées dos anys després com a reportera. Presenta les seves primeres notícies regionals durant les vacances de Nadal del 2005. Després, alterna la presentació dels telenotícies 13/12 i 19/20.

#### Notícies i programes de televisió de France Télévisions
Durant l'estiu de 2010, va substituir Catherine Matausch a France 3 els caps de setmana, després es va convertir en la «substituta» de Carole Gaessler a telenotícies nacional 19/20 de setembre de 2010 a juliol de 2014.
Des de l'agost de 2014 fins a l'agost de 2016, és «substituta» als telenotícies 13 heures i 20 heures a France 2.
Des del febrer del 2016 fins al desembre del 2018, presenta un cop al mes a la segona part del vespre la revista econòmica In Situ de France 3.
El 5 de setembre de 2016, Marie-Sophie Lacarrau va agafar el relleu d'Élise Lucet en la presentació del telenotícies 13 heures a France 2.
De febrer a juny de 2017, acull un nou magazine els diumenges a la tarda a France 2 dedicada a Great Retraits.
El juny de 2017 i gener de 2019, va ser «substituta» al telenotícies 20 heures de France 2 durant la setmana. L'agost de 2014, gener de 2015 i agost de 2016, va ser la «substituta» de Laurent Delahousse per a les edicions del cap de setmana dels telenotícies 13 heures i 20 heures. Des del 2017, presenta la desfilada del 14 de juliol amb Julian Bugier. Durant les vacances d'estiu 2018, la setmana d'any nou 2018-2019 i la setmana d'any nou 2019-2020, reemplaça Anne-Sophie Lapix al telenotícies 20 heures de France 2.
El 26 de desembre de 2019 i el 2 de gener de 2020 presenta la temporada 6 del programa Prodiges a France 2.

#### Programes d'esdeveniments
El setembre de 2017, va presentar Ensemble pour les Antilles amb Stéphane Bern del Casino de París la primera part de la nit per recollir donacions després de l'huracà Irma.
El 25 de desembre de 2018, va presenta Noël avec nos soldats amb Michel Drucker a la primera part de la nit des d'Abidjan (Costa d'Ivori).
El 20 d'abril de 2019 va copresentar amb Stéphane Bern Notre-Dame de Paris, el gran concert emès en directe a France 2 i a TV5 Monde.

#### Arribada a TF1
El 17 de setembre de 2020, TF1 anuncia la seva arribada a la presentació del telediari de 13 heures de TF1 a partir del 4 de gener de 2021, en substitució de Jean-Pierre Pernaut. L'endemà de l'anunci del seu trasllat, va ser substituïda sense poder acomiadar-se, per Nathanaël de Rincquesen, qui era interí abans de l'assumpció del càrrec de Julian Bugier, qui li succeiria el gener de 2021 en la presentació del telediari 13 heures de France 2. Un redactor en cap de France Télévisions va explicar que «tret que France 2 li hagi ofert el 20 heures, el 13 heures a TF1, això no es pot refusar».

### Vida privada
Es va casar a Auriac-sur-Vendinelle amb Pierre Bascoul, director fundador de Nolita Prod. És mare de dos fills, Malo i Tim.